# Kładka Krzysztofa Klenczona w Bydgoszczy
Kładka Krzysztofa Klenczona w Bydgoszczy – most nad Brdą-Młynówką w rejonie Wyspy Młyńskiej w Bydgoszczy przeznaczony dla ruchu pieszego i rowerowego.

## Lokalizacja
Kładka znajduje się w zachodniej części Wyspy Młyńskiej w Bydgoszczy łącząc ul. Mennica z ul. Świętej Trójcy. W pobliżu obiektu znajduje się dawna farbiarnia Wilhelma Koppa (przebudowywana na hotel Hilton) oraz dawna rafineria spirytusu Augusta Frankego.

## Historia
Budowa przeprawy związana była procesem rewitalizacji Wyspy Młyńskiej w Bydgoszczy, który realizowano od 2005 roku poprzez projekty finansowane częściowo z funduszy unijnych. Budowa kładki podobnie jak dwu innych przepraw przez Brdę i Młynówkę, służących komunikacji Wyspy z otoczeniem, znalazła się w pierwszym projekcie pod nazwą „Rewitalizacja Wyspy Młyńskiej na cele rozwoju przedsiębiorczości”.
Projekt kładki w 2005 roku opracowało biuro „Grupa 3J” z Warszawy w ramach całościowej koncepcji Wyspy Młyńskiej. Wizja architektoniczna jest dziełem mgr inż. arch. Jacka Śliwińskiego, a konstrukcja – mgr inż. Mirosława Wałęgi. Most wykonała w latach 2006-2007 bydgoska firma „Gotowski” Sp z o.o. Oddanie obiektu do użytku miało miejsce w lutym 2008 roku.

## Dane techniczne
Most wykonano w konstrukcji żelbetowej. Konstrukcję nośną stanowi płyta oparta na betonowych podporach. Pomost o szerokości 3,5 m ograniczają kute balustrady. Przestrzeń żeglowna pod obiektem wynosi 5 × 15 m.
Przeprawa mieści chodnik dla pieszych i rowerzystów. Obiektem dysponuje Zarząd Dróg Miejskich i Komunikacji Publicznej w Bydgoszczy.

## Nazwa
Podczas finału Wielkiej Orkiestry Świątecznej Pomocy w 2008 roku nadanie nazwy kładce i ulicy przy niej zostało poddane licytacji. Zwycięzca Artur Kłocko z Kielc nadał jej imię Krzysztofa Klenczona – gitarzysty, kompozytora i współtwórcy Czerwonych Gitar. Nazwa została potwierdzona uchwałą Rady Miasta Bydgoszczy, a na kutej barierce zawieszono pamiątkową tablicę.